# Ivan Vicelich
Ivan Vicelich MNZM (* 3. September 1976 in Auckland) ist ein ehemaliger neuseeländischer Fußballspieler mit kroatischen Wurzeln und heutiger Trainer. Er vertrat als Nationalspieler sein Land bei der Fußball-Weltmeisterschaft 2010.

## Karriere
Seine Karriere begann Vicelich 1994 bei Waitakere City FC, 1997 wechselte er zu Central United. Von 1999 bis 2001 spielte er beim neuseeländischen Spitzenverein The Football Kingz in der National Soccer League. Im Sommer 2001 wechselte er schließlich in die Niederlande zu Roda JC Kerkrade, für die er in fünf Jahren 129 Spiele absolvierte. Von 2006 bis 2008 spielte er für RKC Waalwijk, bevor er nach Neuseeland zurückkehrte und sich Auckland City FC anschloss. Als Kapitän von Auckland führte er das Team zum neuseeländischen Meistertitel und zum Gewinn der OFC Champions League 2008/09. Nach einem kurzen Aufenthalt in China beim FC Shenzhen, kehrte er wieder nach Auckland zurück, wo er 2016 seine Karriere beendete. 
Mit der neuseeländischen Fußballnationalmannschaft gewann Vicelich 1998 und 2002 den OFC-Nationen-Pokal. Außerdem war er Teilnehmer der Konföderationen-Pokale 1999 und 2003. Seit 1995 bestritt der Mittelfeldspieler 86 Länderspiele und erzielte dabei sechs Tore. Nachdem Vicelich im August 2008 seinen Rücktritt aus der Nationalmannschaft verkündete, kehrte er als Ersatz für den verletzten Ryan Nelsen für den Konföderationen-Pokal 2009 in das Nationalteam zurück. Zudem war er bei der Fußball-Weltmeisterschaft 2010 Teil des Kaders. Mit 86 Länderspielen ist er neuseeländischer Rekordspieler.

## Erfolge
- Neuseelands Nachwuchsspieler des Jahres:
  - 1994
- OFC-Nationen-Pokal:
  - 1998, 2002